# São Pedro (Caué)
São Pedro ist ein Ort (aldeia) im Distrikt Caué auf der Insel São Tomé im Inselstaat São Tomé und Príncipe.

## Geographie
Der Ort liegt im Süden der Insel  nahe bei Novo Brasil, Vila Conceição und Santa Josefina.